# کروین متیوس
کروین متیوس (انگلیسی: Kerwin Mathews؛ ۸ ژانویهٔ ۱۹۲۶ – ۵ ژوئیهٔ ۲۰۰۷
سان فرانسیسکو، کالیفرنیا، usa) یک هنرپیشه اهل ایالات متحده آمریکا بود. وی بین سال‌های ۱۹۵۴ تا ۱۹۷۸ میلادی فعالیت می‌کرد.